# Classe Leahy
Le unità della classe Leahy furono i primi incrociatori lanciamissili statunitensi di nuova costruzione. La classe era composta da grandi unità navali comunemente definite fregate, erano in realtà state classificate cacciatorpediniere comando ed in seguito alla riclassificazione della flotta incrociatori.
Il loro compito prioritario era la difesa aerea della flotta, soprattutto per quanto concerne le portaerei, che l'esperienza della Seconda guerra mondiale aveva dimostrato necessitare di unità di scorta per la difesa ravvicinata, indipendentemente dalla potenza del gruppo aereo imbarcato.

## Progettazione
Queste navi erano nate soprattutto come piattaforme di lancio missili e avevano 2 rampe di lancio Mk 10 binate, ciascuna pesante circa 180 tonnellate, una a prua e una a poppa. Quella a prua, sistemata su un ponte di coperta estremamente lungo e quasi sgombro (eccetto l'ASROC), era protetta da un'opera morta che, per la prima volta nella Marina USA, possedeva un pronunciato spigolo.

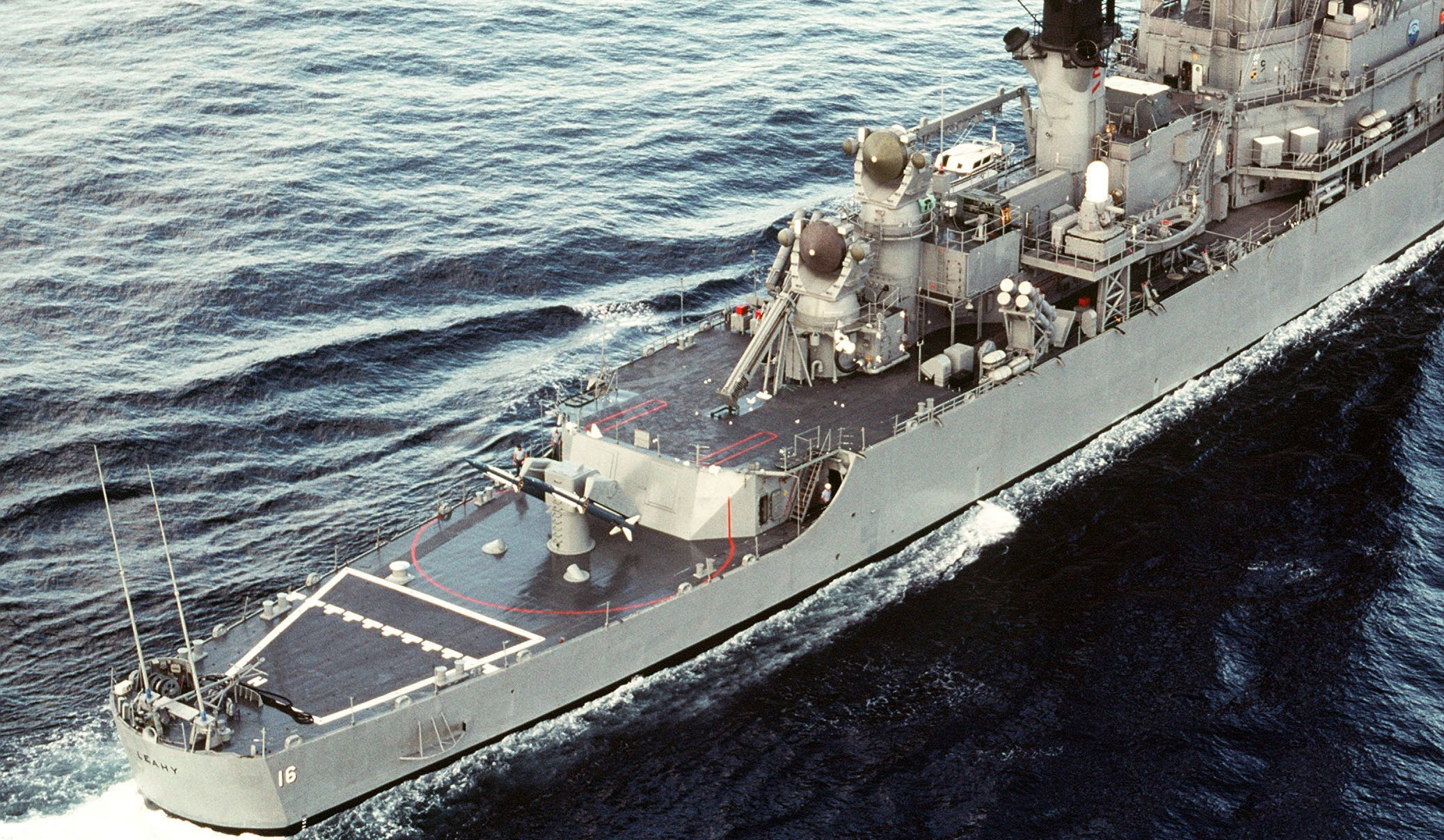
La parte poppiera delle navi della classe, con i 2 radar di tiro e la rampa di lancio binata, nonché i CIWS Phalanx e missili Harpoon, aggiunti durante gli anni '70-80

Il resto dello scafo aveva forme studiate per una velocità dell'ordine dei 32 nodi, elevata ma non straordinaria, con una poppa a specchio per dare posto ad un'area d'atterraggio elicotteri, e basse e compatte sovrastrutture site al centro nave, riccamente dotate di apparecchiature radar, le cui antenne erano in gran parte presenti sulle strutture dei 2 fumaioli in una struttura definita Mack, acronimo di Mast (antenna) e stack.
L'apparato motore era costituito da turbine a vapore da 85 000 hp azionanti turboriduttori.
L'armamento verteva su 2 rampe di lancio "Mk 10", ciascuna collegata ad un deposito sottocoperta da 40 missili di capacità, per un totale di grande potenza: 80 missili antiaerei a media gittata RIM-2 Terrier, con guida radar semiattiva e capacità di ingaggio anche di bersagli navali, almeno in certe condizioni di ingaggio.
Peraltro, la cadenza di tiro era di soli 4 missili al minuto per rampa, per cui se ciò poteva essere giustificato per la difesa contro bersagli d'alta quota, come i bombardieri sovietici, era meno valido contro attacchi portati da basse quote, che riducevano il tempo pratico a disposizione per la difesa, anche perché i primi Terrier avevano una quota minima nominale di 1500 metri, poi scesa a 152, ancora troppo per ingaggiare attaccanti che sul mare possono scendere ad un decimo di questo valore. A ciò si aggiungeva una gittata minima di circa 5 km. Anche per tali motivi, esisteva una versione nucleare del Terrier, che forse avrebbe nuociuto più ai radar della nave che agli attaccanti, data l'efficacia degli impulsi EMP nel distruggere i circuiti elettronici, specie quando entrano dalle antenne riceventi. I primi Terrier avevano una gittata massima di appena 18 km, ma quando le navi di tale classe entrarono in servizio questa venne portata a circa 37 km, ed in seguito sarebbe aumentata ancora (non nel caso del Terrier nucleare).
La nave aveva anche un paio di torrette laterali da 76 mm, incaricate della difesa ravvicinata: anche se si trattava di armi binate, erano sempre delle installazioni derivate da quelle del periodo bellico, ma non c'è dubbio che fossero necessarie per garantire una limitata autodifesa ravvicinata. Completavano gli equipaggiamenti nel lanciatore ASROC e 6 tubi lanciasiluri per siluri leggeri, ma solo una piattaforma d'appontaggio per elicotteri.
Quanto alle apparecchiature elettroniche, la nave aveva 4 radar d'illuminazione, 2 per rampa, per i missili Terrier, un radar tridimensionale e uno bidimensionale per la scoperta a lungo raggio, oltre a sistemi minori, rudimentali ECM, e un sonar a scafo, poco utilizzabile (se non per nulla) quando in moto ad alta velocità, come solitamente accadeva durante la scorta alle portaerei.

## Unità
La classe era costituita da nove navi che entrarono in servizio tra il 1961 e il 1964, a cominciare dalla capoclasse USS Leahy. L'incrociatore USS Bainbridge, versione nucleare dei Leahy, viene generalmente considerato facente parte di una classe a sé stante.

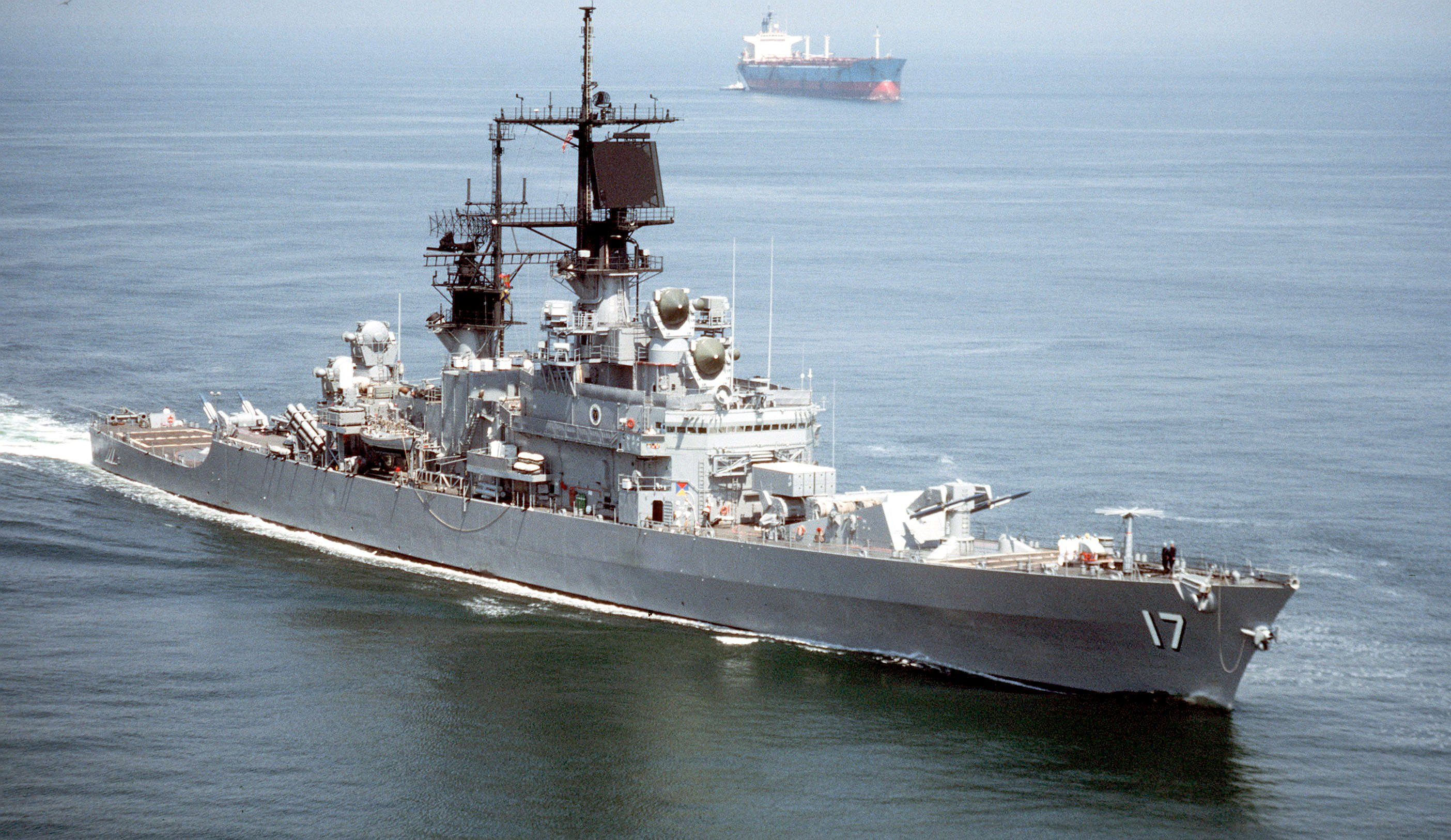
L'incrociatore USS Yarnell, con i missili Harpoon e il sistema Phalanx sistemati verso poppa. Sulle alberature, la struttura quadrata è il radar SPS-40 o 48 tridimensionale a medio raggio, mentre su quella posteriore vi è l'SPS-49 a lungo raggio bidimensionale

| Nome                   | sigla           | Servizio                              | Destino finale                                       | Intitolazione                      | Link |
| ---------------------- | --------------- | ------------------------------------- | ---------------------------------------------------- | ---------------------------------- | ---- |
| USS Leahy              | DLG-16 / CG-16  | 4 agosto 1962 - 1º ottobre 1993       | Venduto per demolizione il 6 luglio 2005             | William Leahy (1875 –1959)         |      |
| USS Harry E. Yarnell   | DLG-17 / CG-17  | 2 febbraio 1963 - 29 ottobre 1993     | Venduto per demolizione il 17 aprile 2002            | Harry Yarnell (1875–1959)          |      |
| USS Worden             | DLG-18 / CG-18  | 3 agosto 1963 - 1º ottobre 1993       | destinato ad attività addestrativa il 17 giugno 2000 | John Lorimer Worden (1818–1897)    |      |
| USS Dale               | DLG-19 / CG-19  | 23 settembre 1963 - 27 settembre 1994 | destinato ad attività addestrativa il 6 aprile 2000  | Richard Dale (1756–1826)           |      |
| USS Richmond K. Turner | DLG-20 / CG-20) | 13 giugno 1964 - 13 aprile 1995       | destinato ad attività addestrativa il 9 agosto 1998  | Richmond Turner (1885–1961)        |      |
| USS Gridley            | DLG-21 / CG-21  | 25 maggio 1963 - 21 gennaio 1994      | Venduto per demolizione il 31 marzo 2005             | Charles Vernon Gridley (1844–1898) |      |
| USS England            | DLG-22 / CG-22  | 7 dicembre 1963 - 21 gennaio 1994     | Venduto per demolizione il 20 ottobre 2004           | John C. England (1920–1941)        |      |
| USS Halsey             | DLG-23 / CG-23  | 20 luglio 1963 - 28 gennaio 1994      | Venduto per demolizione il 30 novembre 2003          | William Halsey (1882–1959)         |      |
| USS Reeves             | DLG-24 / CG-24  | 15 maggio 1964 - 12 novembre 1993     | destinato ad attività addestrativa il 1º giugno 2001 | Joseph M. Reeves (1872–1948)       |      |

## Servizio
In seguito esse parteciparono alla guerra del Vietnam, allorché il Worden venne colpito accidentalmente da un missile AGM-45 Shrike, lanciato per motivi mai chiariti, da un aereo navale, e che dimostrò quanto le navi moderne dipendono per la loro potenza dalla delicatezza dei sensori elettronici: colpita dall'esplosione dello Shrike, che detonò per spoletta di prossimità a ben 30 metri, la nave venne investita dalle schegge lanciata da 22 kg di esplosivo, e si ritrovò con tutti gli apparati radar ed elettronici fuori uso, tanto che solo dopo un'ora poté riprendere la navigazione, ancora con la metà dei radar di tiro fuori uso. Se fosse stato un attacco aereo, non avrebbe avuto scampo e in tal senso, è curioso rimarcare quanto le navi moderne tendano ad essere più vulnerabili dei tipi della seconda guerra mondiale ai danni che possono subire, anche leggeri.
Oltre alle nove unità della classe Leahy, venne progettato un incrociatore derivato a propulsione nucleare, l'USS Bainbridge, che faceva classe a sé.
Tutte le navi ebbero degli importanti miglioramenti a cavallo degli anni settanta-ottanta: i missili Terrier vennero sostituiti dagli Standard SM-1ER, poi SM-2ER, con circa 150 km di gittata massima, i due impianti da 76 con 2 CIWS Phalanx; vennero poi aggiunti 2 lanciamissili quadrupli Harpoon e migliorata la componente elettronica, come l'installazione del sistema distribuzione dati NTDS e versioni migliorate dei radar di bordo.
Le unità di questa classe vennero radiate via via verso l'inizio degli anni novanta, quando ormai il sogno reaganiano di una Marina "da 600 navi" era quasi stato raggiunto, ma superato dagli eventi in quanto, con la dissoluzione dell'Unione Sovietica, la Marina Sovietica aveva cessato di esistere come tale.